# Póráz
Póráz (1886-ig Povraznik, szlovákul: Povrazník, németül: Sailersdorf) község Szlovákiában, a Besztercebányai kerületben, a Besztercebányai járásban.

## Fekvése
Besztercebányától 26 km-re keletre található.

## Története
A település a 14. században keletkezett a zólyomlipcsei váruradalom területén. Első írásos említése 1424-ből származik „Powraznik” néven. A 15. századtól Libetbányához tartozott. 1467-ben „Zailerdorff”, 1536-ban „Powraznyk” néven szerepel az írott forrásokban. Lakói egykor Libetbánya és Óhegy bányáiban dolgoztak. 
A 18. század végén Vályi András így ír róla: „POVRASNIK. Tót falu Zólyom Vármegyében, földes Ura Libetbánya Városa, lakosai katolikusok, és másfélék is, fekszik Libetbánya Városához közel, mellynek filiája, határja olly minéműségű, mint Sajbáé, harmadik osztálybéli.”
1828-ban 20 házában 156 lakos élt. Lakói mezőgazdasággal, állattartással, erdei munkákkal foglalkoztak.
Fényes Elek 1851-ben kiadott geográfiai szótárában így ír a faluról: „Povraznik, tót falu, Zólyom vmegyében, 456 evang. lak. F. u. Libetbánya. Ut. p. Beszterczebánya.”
A 20. század elején lakói a zólyombrézói vasgyárban dolgoztak. A trianoni diktátumig területe Zólyom vármegye Besztercebányai járásához tartozott.
1944-ben a környéken élénk partizántevékenység folyt.

## Népessége
| Év:            | 1994. | 2004.   | 2014.   | 2024.   |
| -------------- | ----- | ------- | ------- | ------- |
| Emberek száma: | 154   | 146     | 138     | 142     |
| Eltérés:       |       | -5,19 % | -5,47 % | +2,89 % |

| Év:            | 2023. | 2024.   |
| -------------- | ----- | ------- |
| Emberek száma: | 139   | 142     |
| Eltérés:       |       | +2,15 % |

1910-ben 334, túlnyomórészt szlovák lakosa volt.
2001-ben 147 lakosából 140 szlovák volt.
2011-ben 154 lakosából 143 szlovák.

## Külső hivatkozások
- Hivatalos oldal Archiválva 2008. március 13-i dátummal a Wayback Machine-ben
- E-obce.sk Archiválva 2008. február 5-i dátummal a Wayback Machine-ben
- Községinfó
- Póráz Szlovákia térképén